# One Island East
O One Island East (Chinês: 港島東中心) , é um arranha-céus em construção em Island East, Hong Kong. Esse arranha-céus será um edifício comercial de escritórios cuja altura será de 308 metros e 59 andares apenas para escritórios e dois andares subterrâneos. O edifício terá um total de 70 andares. Haverá um sky lobby entre os andares 37° e 38°. O prédio contará com 28 elevadores de alta velocidade para os residentes e 6 entre o primeiro piso e o sky lobby (andares 37 - 38) . Quando for concluído em março de 2008, o edifício será o 7° acima de 305 m em Hong Kong. O edifício será um pouco parecido com o International Commerce Centre, o futuro arranha-céus mais alto de Hong Kong. Atualmente, o núcleo de concreto do edifício já ultrapassa os edifícios vizinhos a uma altura de 66 andares.

## Galeria

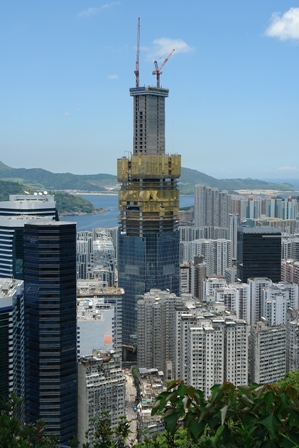
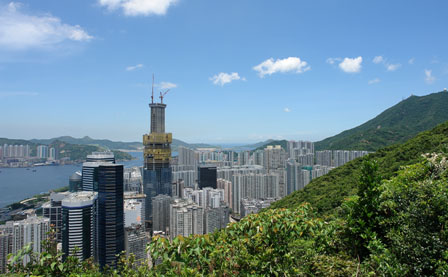